# Шпиколосовский сельский совет (Кременецкий район)
Шпиколосовский сельский совет (укр. Шпиколосівська сільська рада) — входит в состав
Кременецкого района
Тернопольской области
Украины.
Административный центр сельского совета находится в 
с. Шпиколосы.

## Населённые пункты совета
- с. Шпиколосы